# Paris (Tennessee)
Paris is een plaats (city) in de Amerikaanse staat Tennessee, en valt bestuurlijk gezien onder Henry County.

## Demografie
Bij de volkstelling in 2000 werd het aantal inwoners vastgesteld op 9763.
In 2006 is het aantal inwoners door het United States Census Bureau geschat op 9981, een stijging van 218 (2,2%).

## Geografie
Volgens het United States Census Bureau beslaat de plaats een oppervlakte van
28,3 km², waarvan 28,2 km² land en 0,1 km² water. Paris ligt op ongeveer 145 m boven zeeniveau.
De stad is genoemd naar de Franse hoofdstad Parijs. Sedert 1990 staat er een kopie van de Eiffeltoren, twintig meter hoog.

## Plaatsen in de nabije omgeving
De onderstaande figuur toont nabijgelegen plaatsen in een straal van 24 km rond Paris.